# Pirma lyga
La Pirma lyga, nota anche come 1 lyga, è la seconda divisione del campionato lituano di calcio. Il numero di squadre iscritte varia di anno in anno ed è organizzata dalla LFF, la federcalcio lituana.
È stata fondata nel 1991, l'anno successivo a quello dell'indipendenza della Lituania.

## Squadre

### I lyga 2024
- Banga B
- BE1
- BFA
- Ekranas
- FK Atmosfera
- FK Babrungas
- Garliava
- Hegelmann B
- Kauno Zalgiris B
- Minija Kretinga
- Neptūnas
- Nevėžis
- Panevėžys B
- Riteriai
- Template:Calcio FA Siauliai B
- Tauras

## Albo d'oro
| Anno      | Vincitore          |
| --------- | ------------------ |
| 1991      | Žalgiris-2         |
| 1991-1992 | Žalgiris-2         |
| 1992-1993 | Lietava Jonava     |
| 1993-1994 | Mūša Ukmergė       |
| 1994-1995 | Geležinis Vilkas   |
| 1995-1996 | Ranga-Poli. Kaunas |
| 1996-1997 | Šiauliai           |
| 1997-1998 | Dainava Alytus     |
| 1998-1999 | Lietava Jonava     |
| 1999      | Kauno Jėgeriai     |
| 2000      | Vėtra              |
| 2001      | Polonia Vilnius    |
| 2002      | Vėtra              |
| 2003      | Polonia Vilnius    |
| 2004      | Šiauliai           |
| 2005      | Alytis Alytus      |
| 2006      | Kauno Jėgeriai     |
| 2007      | Alytis Alytus      |
| 2008      | Tauras             |
| 2009      | Šilutė             |
| 2010      | FBK Kaunas         |
| 2011      | REO Vilnius        |
| 2012      | Lietava Jonava     |
| 2013      | Granitas Klaipėda  |
| 2014      | Stumbras           |
| 2015      | Lietava Jonava     |
| 2016      | Šilas Kazlų Rūda   |
| 2017      | Palanga            |
| 2018      | Panevėžys          |
| 2019      | Džiugas Telšiai    |
| 2020      | Nevėžis            |
| 2021      | FA Šiauliai        |
| 2022      | DFK Dainava        |
| 2023      | TransINVEST        |